# Гімн Дубна
Гімн міста Дубна затверджений Статутом територіальної громади міста Дубна. Гімн міста — це музичний твір, автором музики якого є Олександр Матвійчук та автором слів Микола Тимчак.

Слова гімну:

Під серцем святої Волині.
Де дзвонами грають церкви.
Стоїть княже місто-твердиня 
Понад берегами Ікви.

ПРИСПІВ:
О, рідне Дубно, крізь століття 
Сонце свободи зійшло. 
Твоєї слави дубове віття 
В небо здіймає крило.

Чужинці щербили мечами 
І тіло, і душу твою. 
А ти боронилось віками. 
Ні разу не в пакти а бою.

ПРИСПІВ:
О, рідне Дубно, крізь століття 
Сонце свободи зійшло. 
Твоєї слави дубове віття 
В небо здіймає крило.

Козацького роду колиско. 
Гніздов'я добра і краси. 
Яскрава перлино волинська,
В короні Вкраїни-Руси.

ПРИСПІВ:
О, рідне Дубно, крізь століття 
Сонце свободи зійшло. 
Твоєї слави дубове віття 
В небо здіймає крило.